# Фернандес, Франсиско Хавьер
Франсиско Хавьер Фернандес Пелаэс (исп. Francisco Javier Fernández Peláez; род. 6 марта 1977, Гуадис, Андалусия) — испанский легкоатлет-ходок, серебряный призёр летних Олимпийских игр 2004 года. Экс-рекордсмен мира в ходьбе на 20 км.

## Спортивная биография
На летних Олимпийских играх Фернандес дебютировал в 2000 году. В ходьбе на 20 км испанский спортсмен занял 7-е место, отстав от третьего места на полторы минуты.
Летние Олимпийские игры 2004 года стали самыми успешными в карьере испанского спортсмена. 20-километровую дистанцию Фернандес прошёл за 1:19,45, что позволило занять второе место. От победителя итальянца Ивано Бруньетти Хавьер отстал всего на 5 секунд.
В 2008 году на летних Олимпийских играх в Пекине Фернандес, как и 8 лет назад, занял 7-е место на дистанции 20 км, почти минуту уступив третьему месту.
В период с 2003 по 2007 год Фернандес трижды подряд становился серебряным призёром чемпионатов мира, причём все три раза он уступал эквадорскому ходоку Джефферсону Пересу.

## Допинг
В ноябре 2009 года в результате обысков испанской полиции в доме Фернандеса были обнаружены запрещённые препараты. В результате анализов в крови Фернандеса были найдены следы применения этих препаратов и в феврале 2010 года спортсмен был дисквалифицирован на 2 года. Через некоторое время испанская федерация лёгкой атлетики сократила срок дисквалификии спортсмена до одного года, но спортивный арбитражный суд (CAS), после апелляции ИААФ оставил срок дисквалификации в силе и Фернандес был вынужден пропустить летние Олимпийские игры в Лондоне.